# Margaret Tyler
Margaret Tyler (vers 1540-1595 en Angleterre) était une traductrice et théoricienne de la traduction. Elle fut la première femme d'Angleterre à publier une œuvre en prose sous son nom propre, ainsi que la première à avoir traduit un roman de chevalerie espagnol sans recourir à une traduction française,,.
Elle est connue pour avoir écrit une défense du sérieux et de l'importance de l'écriture féminine. Elle y proposait que les hommes et les femmes soient traités comme des êtres rationnels, arguant qu' « il est tout aussi fondé pour une femme d'écrire une histoire que pour un homme de dédier la sienne à une femme »,.
En 1578, Margaret Tyler traduisit une fiction, une romance chevaleresque empreinte de catholicisme et d'amour courtois Espejo de Príncipes y Cavalleros (soit Le miroir des actes princiers et de la chevalerie) de l'auteur espagnol Diego Ortúñez de Calahorra. La publication est critiquée parce que son sujet masculin et profane était considéré comme inapproprié pour une femme. En effet, l'opinion générale était alors que l'éducation féminine devait promouvoir la piété — c'est pourquoi d'autres femmes de la Renaissance avaient essentiellement traduit de la littérature religieuse. Les traités et les manuels sur l'éducation soulignaient alors le danger de permettre à des jeunes femmes de lire des romans d'amour étrangers. Margaret Tyler protesta, dans sa lettre « au lecteur » précédant le livre, contre les restrictions imposées aux ambitions littéraires des femmes.

## Éducation
On sait peu de choses pour sûr sur la vie de Margaret Tyler. Même l’identification de sa classe sociale et de sa religion reste difficile et controversée. Les seules certitudes sur sa vie sont décrites dans la lettre de dédicace qu'elle a écrite à Lord Thomas Howard dans sa traduction de la première partie du Miroir des actes princiers et de la chevalerie.
Dans cette dédicace, Margaret Tyler explique qu'elle est une servante de la famille aristocratique Howard et se décrit comme « d'âge moyen ». Sur la base de ces deux faits, certains chercheurs l'ont identifiée comme l'épouse d'un autre serviteur, John Tyler, responsable des registres fonciers et des locataires du duc,. Les références à « l'épouse de Tyler » dans une lettre contemporaine indiquent qu'elle a peut-être servi dans la famille Howard dans les années 1560 et a servi les Woodhouses et Bacons dans les années 1570. Un testament rédigé par Margaret Tyler en 1595 à Castle Camps, une ville proche de Cambridge, indique qu'elle aurait pu avoir un fils, Robert Tyler, et une fille surnommée Ross.
Certains chercheurs, notamment Maria Ferguson et Louise Schleiner, pensent que Tyler était catholique depuis qu'elle a servi dans la famille catholique Howard,. Elle est peut-être également d'origine espagnole et aurait voyagé en Angleterre avec la suite d'Álvaro de la Quadra, l'ambassadeur de Philippe II. Maria Ferguson cependant, suppose que Tyler pourrait avoir été un pseudonyme pour Margaret Tyrell, qui était liée par alliance aux Howard.
La source de la connaissance de l'espagnol de Tyler n'est pas connue. À l'époque, la connaissance de l'espagnole était précieuse pour les marchands anglais en raison de l'importance de l'économie espagnole. Les filles de marchands ou les servantes des diplomates itinérants auraient pu apprendre la langue.

## Ouvrage majeur

### Le Miroir des actes princiers et de la chevalerie
La traduction du Miroir des actes princiers et de la chevalerie publiée en 1578 fait une entrée dramatique dans le domaine littéraire. La traduction de Tyler suit de près l'original et n'apporte que quelques petits changements. Tyler divise généralement une longue phrase en phrases plus courtes. Elle préfère la clarté à la préservation de l’élégance et de la fluidité de l’original. Elle ajoute parfois quelques mots et modifie un titre de chapitre. Par exemple, le titre traduit du chapitre 29 met l'accent sur le travestissement du héros, là où l'auteur d'origine ne le fait pas. Margaret Tyler inclut également une phrase au chapitre 15 qui n'est pas dans la version Ortúñez.

L'exemple suivant souligne la similitude et les différences entre l'original et la traduction. Dans la phrase d’ouverture de la romance, l’ordre des mots et le vocabulaire de la traduction sont assez proches de l’original et seule une légère différence est visible.

Después quel grande emperador Constantino pobló la gran ciudad de Constantinopla de los nobles ciudadanos romanos, reedificando los antiquos edificios fundados por Pausania, rey de los partos, entre todos los emperadores que después dél sucedieron en el imperio griego ninguno paresce que tanto se haya levantado, ni su nombre hiziesse tan famoso, como el grande y muy nombrado emperador Trebacio, cuyos hechos y las inmortales hazañas de los cavalleros de su tiempo quiero aquí contar, según que Artimidoro el griego en los grandes volúmines de sus corónicas lo dexó escripto, el qual dize ansí.5 [End Page 299]
Après cela, le grand empereur Constantin avait peuplé la ville de Constantinople avec la race des nobles citoyens de Rome, et avait réédifié les anciens bâtiments fondés par Pansanias, roi des Parthes. Parmi tous les empereurs qui réussirent dans cet empire de Grèce, aucun ne semblait avoir rayonné son propre nom, ni l'avoir rendu aussi célèbre, que le grand et puissant empereur Trebatio. Je rapporterai ici les hauts faits des chevaliers de son temps, ainsi qu'Artimidoro le Grec les a laissés écrits dans les grands volumes de sa Chronique.
La traduction de Tyler connut un énorme succès, à tel point que la deuxième partie du Miroir de la chevalerie est rapidement commandée, bien qu'elle soit traduite par le poète gallois Robert Parry et non par Margaret Tyler. Tina Krontiris pense que cela est probablement dû au fait que Margaret Tyler était alors « trop âgée pour une autre tâche de traduction laborieuse ». La série complète des originaux espagnols a finalement été publiée en huit volumes.

#### La dédicace à Thomas Howard
Dans la lettre de dédicace à Thomas Howard, Margaret Tyler explique et justifie ses choix en déclarant : « Le sérieux de mes amis m'a persuadé qu'il était convenable de mettre en valeur mon talent pour accroître ou apporter ma pierre à l'édifice, et l'appréciation de mon insuffisance m'a poussé à penser qu'il valait mieux pour mon bien-être soit enterrer complètement mon talent... ou plutôt éteindre ma bougie, plutôt que de la laisser trahir tous les coins non balayés de ma maison ; mais ma foi en le jugement de mes amis a prévalu sur ma propre raison. » En résumé, elle affirme avoir assumé ce travail pour rendre ses amis heureux. Elle ajoute qu'elle ne voulait en aucun cas que son travail paraisse ingrat envers la famille Howard : « Sous la protection de Votre Honneur, je craindrai moins l'assaut des envieux et la bonne acceptation de Votre Honneur ». Ayant servi la famille de Thomas Howard, elle a ressenti le besoin de témoigner pour lui puisque ses parents étaient déjà décédés. Suivant les standards de ce type de  dédicaces, Margaret Tyler voulait s'assurer qu'elle était vue reconnaissante et loyale envers la famille Howard :  « J'ai porté vos parents pendant qu'ils vivaient, étant alors leur serviteur, et je le dois maintenant à leur progéniture après leur décès, pour leurs démérites. »

#### Lettre au lecteur
La préface de Margaret Tyler justifie son activité de traductrice. Tina Krontiris suggère que les traductrices étaient généralement plus littérales que les homologues masculins plus libres de créativités, afin de souligner leur soumission. Tyler suit cette convention, disant que « L'invention, la disposition et le découpage de cette histoire appartiennent entièrement à un autre homme, mon rôle n'étant autre que la traduction ». Cependant, après cette déclaration habituelle de modestie, Margaret Tyler défie les conventions en affirmant son droit à la paternité de l’œuvre de traduction en tant que femme. Elle admet implicitement que les hommes pourraient conserver un droit au « discours d’apprentissage », mais ne l’accepte jamais directement. Cependant, elle affirme avec assurance que raconter une histoire est l'apanage des deux sexes et qu'il est donc « tout un » qu'une histoire soit racontée par une femme ou par un homme.

## Postérité
Après son succès au XVIe siècle, la traductrice-autrice est exclue des classiques pendant des siècles. Elle est notamment redécouverte par des universités d'études féminines des années 1980 qui la reconnaisse comme une protoféministe en traduction et en histoire. Elle a été retrouvée à la suite de la mise en avant de genres littéraires considérés comme moins nobles (fiction notamment) et mettant plus souvent en avant des femmes.